# Skylon Tower
Turnul Skylon in engleza skylon tower, din Niagara Falls, Ontario, este un turn de observație care are vedere atât la American Falls, New York, cât și la Horseshoe Falls, Ontario, din partea canadiană a râului Niagara.

## Imagini

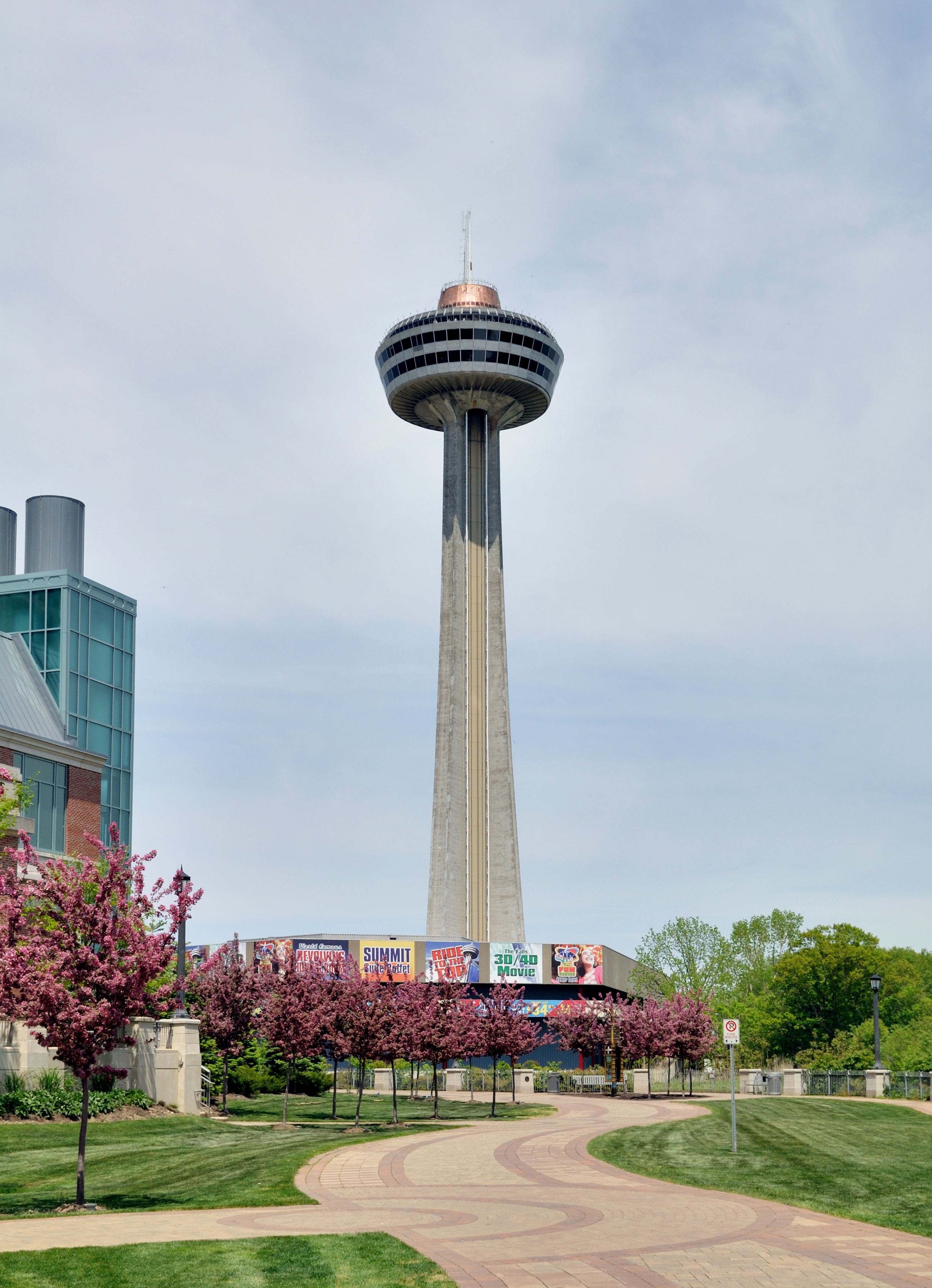
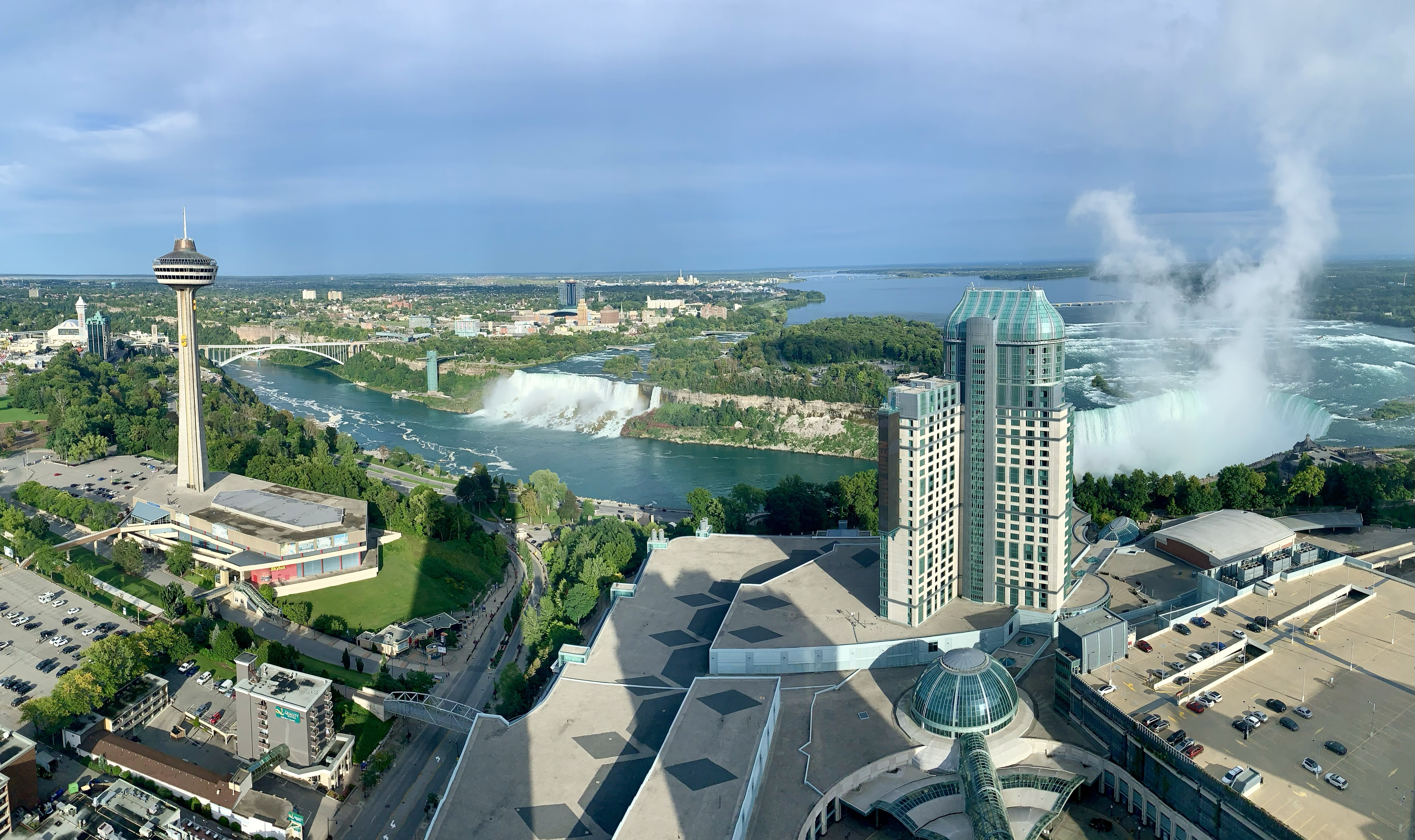
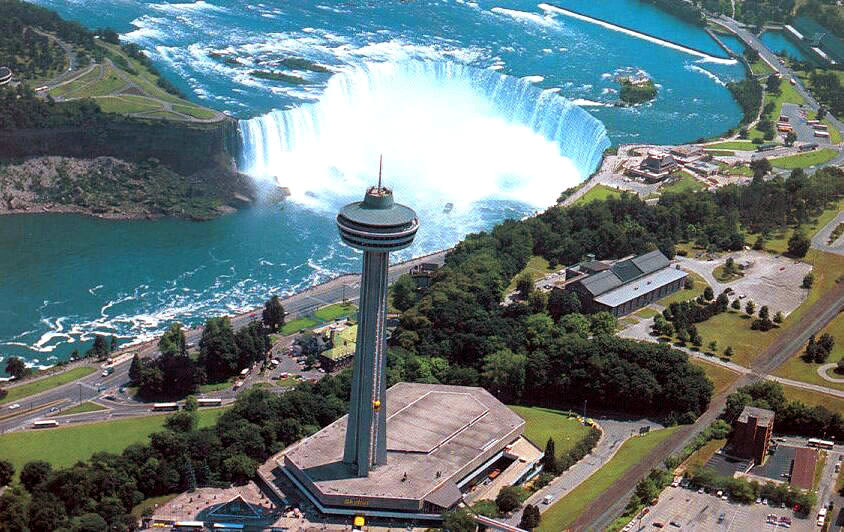
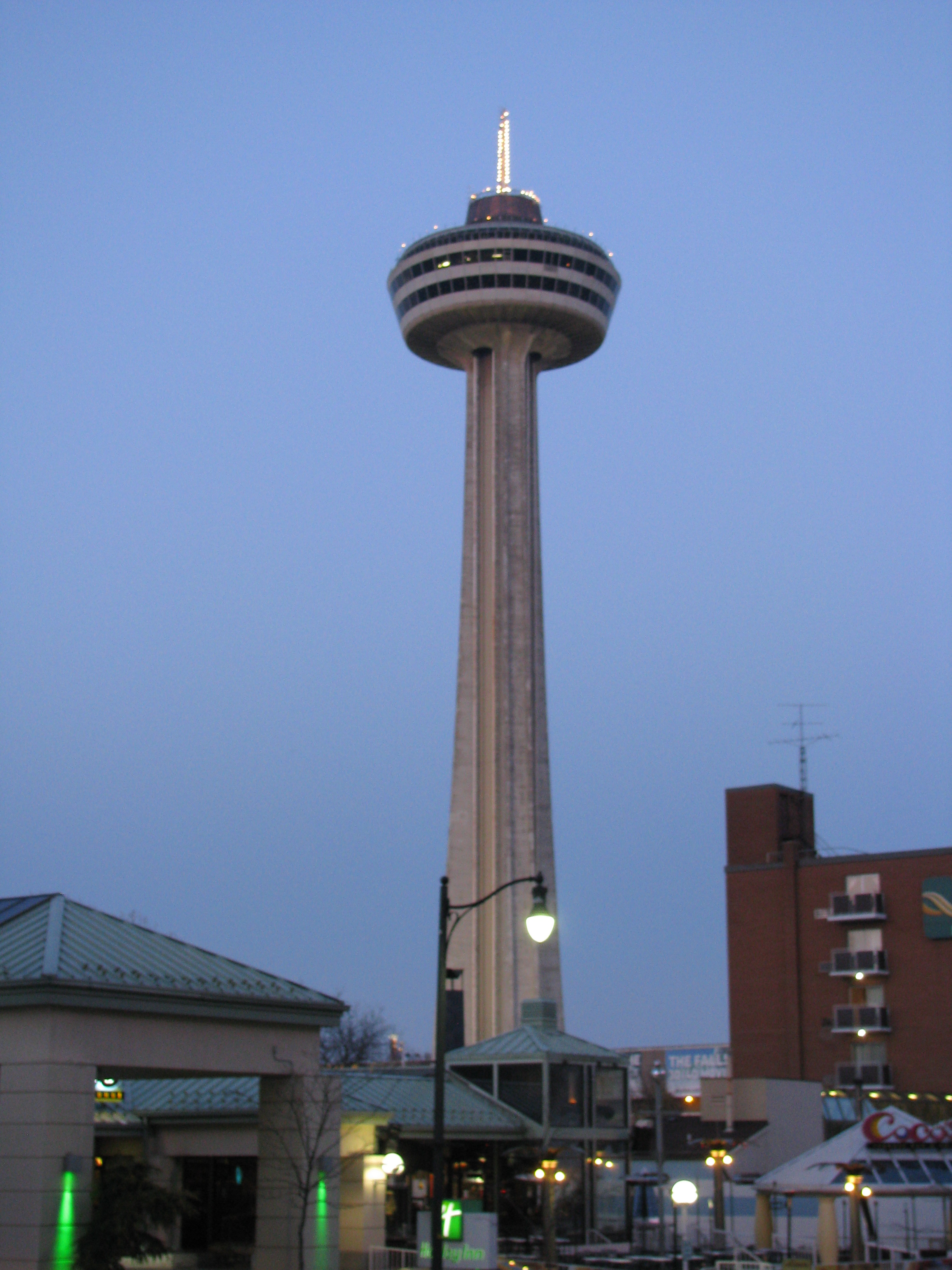